# Monaco Grand Prix: Racing Simulation 2
Racing Simulation: Monaco Grand Prix (Monaco Grand Prix) est un jeu vidéo de Formule 1 sorti en 1999 sur Nintendo 64 et Dreamcast. Le jeu a été développé et édité par Ubisoft.

## Accueil
- Nintendo Power : 7,1/10 (N64)[1]